# 야성의 동맹
〈야성의 동맹〉(일본어: 野性の同盟 야세노도메[*])은 시바사키 코우의 29번째(RUI, KOH+ 명의 포함) 싱글곡이다. 2015년 11월 25일에 빅터 엔터테인먼트에서 발매되었다.

## 개요
타이틀곡은 TV 아사히의 목요 미스테리 《과수연의 여자 시즌 15》의 주제가로 기용되었다. 시이나 링고가 작사와 작곡 및 프로듀스를 담당하였다.
시바사키 코우가 데뷔 후 17년만에 첫 단독 주연을 맡은 드라마인 《마루마루 아내》의 방송 홍보 프로그램이었던 《日テレプッシュ「『〇〇妻』第5話は今夜10時!」 (닛테레 푸쉬 「『마루마루 아내』 제 5화는 오늘밤 10시!」)》에서 마루마루 아내의 주제가를 담당했던 시이나 링고와 대담을 나눈 것이 두 사람의 첫만남이었다. 이 첫만남에서 두 사람이 나눈 "함께 노래를 만들고 싶다"는 내용의 인터뷰가 닛테레의 정보 방송 《ZIP!》을 통해 방송되었다.
이후 시바사키 코우가 진행하였던 레귤러 라디오 프로그램 《柴咲コウ〜nekou's life〜 (시바사키 코우 ~ nekou's life~) 》에 시이나 링고가 게스트로 출연하였으며, 이때 코멘트를 통해 "가수로서도 매력적인 코우 짱에게, 언젠가 곡을 선물하고 싶다."고 밝혔다. 이후 시바사키 코우 측에서 시이나 링고에게 정식으로 제안하였고, 이를 시이나 링고가 흔쾌히 수락하여 두 사람의 태그가 실현되었다.
커플링곡은 27번째 싱글인 「러브서치라이트」에서 태그를 이루었던 우치사와 타카히토와 재회하여 만든 합작곡인 「메멘토 다이어리(일본어: メメントダイアリー 메멘토다이아리[*])」와 테레비 사이타마, 산테레에서 방송 중인 《AIとTOZのLOVE働く体操 (AI와 TOZ의 LOVE 일하는 체조) 》의 테마송인 「사랑과 스마일 사랑과 스마일(일본어: 愛とスマイル愛とスマイル 아이토스마이루아이토스마이루[*])」 등이다.
초회한정반에 포함된 DVD에는 「야성의 동맹」 MV, 「야성의 동맹」 Lyric Video, The・Professional ~ MV 「야성의 동맹」의 세계 등이 수록되었다.

## 수록곡
CD
1. 야성의 동맹(野性の同盟) [3:59]
작사・작곡・편곡：시이나 링고
《과수연의 여자 시즌 15》 주제가
2. 메멘토 다이어리(メメントダイアリー) [3:26]
작사：시바사키 코우／작곡・편곡：우치사와 타카히토
3. 사랑과 스마일 사랑과 스마일(愛とスマイル愛とスマイル) [3:44]
작사：나카지마 신야／작곡・편곡：카와시마 카노
《AI와 TOZ의 LOVE 일하는 체조》 테마송
4. 야성의 동맹 (Instrumental) [3:59]
5. 메멘토 다이어리 (Instrumental) [3:26]
6. 사랑과 스마일 사랑과 스마일 (Instrumental) [3:45]

DVD (초회한정반에 한함)
- 「야성의 동맹」 - Music Video -
- 「야성의 동맹」 - Lyric Video -
- The・Professional ~ MV 「야성의 동맹」의 세계